# Extrablatt (politische Flugschrift)
Extrablatt ist eine politische Flugschrift, die seit 2016 im Vorfeld von Landtagswahlen an Privathaushalte verteilt wird und zur Wahl der Partei Alternative für Deutschland aufruft. Herausgeber ist die Vereinigung bzw. der „Verein zur Erhaltung der Rechtsstaatlichkeit und bürgerlichen Freiheiten“. Das Extrablatt wurde gemäß Informationen der Schweizer Zeitung NZZ am Sonntag vom PR-Fachmann Alexander Segert nach dem Vorbild des gleichnamigen Wahlwerbeblattes der Schweizerischen Volkspartei (SVP) konzipiert.

## Inhalt

### Baden-Württemberg und Rheinland-Pfalz
Für die zwei Bundesländer gab es jeweils eigene Ausgaben des Extrablattes. Auf der Titelseite der Ausgabe für Baden-Württemberg wurde zur Stimmabgabe für die „politische Alternative“ aufgerufen. Die zweite Seite des Blattes enthielten Interviews mit den jeweiligen Landesvorsitzenden Jörg Meuthen und Uwe Junge. Den Interviews folgte der Aufruf: „Jetzt AfD wählen.“
Die Frankfurter Rundschau beschrieb den Inhalt als „jede Menge rechtspopulistische Parolen, Häme über die Kanzlerin und ein Horror-Szenario von ‚Kriminalität, Raub, Vergewaltigung und sexuellen Übergriffen, Drogenhandel, Mord und Totschlag durch Straftäter mit fremder Mentalität‘.“ Die Schwäbische Zeitung, die Badische Zeitung, die Neue Rottweiler Zeitung und das Freiburger Amtsblatt gaben Stellungnahmen ab, nichts mit der Flugschrift zu tun zu haben.

### Mecklenburg-Vorpommern und Berlin
Für die Wahlen wurde jeweils ein zehnseitiges "Extrablatt" produziert und im August und September an die Haushalte der beiden Bundesländer verteilt. Der Verein ließ zudem große Plakate aufstellen, auf denen es u. a. hieß: „Mehr Schutz für Familie und Eigentum! Jetzt AfD wählen“ und „Damit Deutschland nicht zerstört wird! Jetzt AfD wählen“. Die Flugschrift enthielt Kritik an der Flüchtlingspolitik, an der EU sowie an Bundeskanzlerin Angela Merkel. Auf YouTube wurde Werbung mit der Parole „Wir empfehlen: Jetzt AfD wählen“ platziert.

### Saarland
Im März 2017 wurde vor der Landtagswahl im Saarland 2017 ein Extrablatt in einer Auflage von 500.000 Exemplaren verteilt.

### Nordrhein-Westfalen
Ende April 2017 wurde vor der Landtagswahl in Nordrhein-Westfalen 2017 ein Extrablatt in einer Auflage von 2,6 Mio. Exemplaren verteilt.

## Herausgeber
Herausgeber der Flugschriften war die „Vereinigung zur Erhaltung der Rechtsstaatlichkeit und bürgerlichen Freiheiten“ bzw. der seit September 2016 bestehende Verein zur Erhaltung der Rechtsstaatlichkeit und bürgerlichen Freiheiten. Als Sprecher der Aktion fungierte Josef Konrad aus Himmelkron. Konrad fungiert auch als Geschäftsführer der im Handelsregister von Leipzig eingetragenen Polifakt Medien GmbH. Sowohl die Firma als auch die Vereinigung wurden wenige Wochen vor den Landtagswahlen gegründet. Der Verein betreibt eine eigene Internetseite unter dem Namen rechtundfreiheit.de. Betreiber der Seite ist der Publizist Michael Paulwitz. Mehrere in den Flugschriften verwendete Fotos waren von der PR-Firma Goal AG, Andelfingen, gekauft worden, die auch die Plakatkampagnen des Vereins betrieb. Konrad betonte gegenüber den Stuttgarter Nachrichten, die Aktionen seiner Vereinigung seien Aktivitäten einer Gruppe von parteipolitisch unabhängigen Bürgern mit dem Ziel, die Bevölkerung über die Problematik und die Auswirkungen der aktuellen Einwanderungs- und Euro-Politik der Bundesregierung zu informieren. Dem Handelsblatt gegenüber erklärte Konrad, die Aktion sei aus einer Vielzahl von „größeren und kleineren Spenden“ finanziert worden. Nach Recherchen der Welt soll es eine Gruppe von zwölf anonymen Großspendern geben. Laut dem Vereinsvorsitzenden David Bendels werden auch in den kommenden Landtagswahlkämpfen und vor der Bundestagswahl Parteien und Kandidaten mit konservativem Profil unterstützt werden. Derzeit sehe der Verein die AfD als einzige wirklich bürgerlich-konservative Kraft.

## Verbindung zur Partei Alternative für Deutschland
Jörg Meuthen erklärte gegenüber der Deutschen Presse-Agentur, weder die AfD noch er hätten etwas mit der Aktion zu tun. Die AfD-Landesverbände von Rheinland-Pfalz und Sachsen-Anhalt dementierten ebenfalls, mit der Aktion etwas zu tun zu haben. Josef Konrad, der Sprecher des Vereines zur „Erhaltung der Rechtsstaatlichkeit und bürgerlichen Freiheiten“, betonte gegenüber den Stuttgarter Nachrichten, die Aktionen seien „in keinster Weise  mit der AfD oder einer anderen Partei abgesprochen“.
Annette Sawatzki von Lobbycontrol hielt es für möglich, dass die Transparenzvorschriften des Parteiengesetzes gezielt umgangen wurden. Die AfD bewege sich in einer juristischen Grauzone. Die Parteienrechtlerin Sophie Lenski hielt den Verdacht einer verschleierten Zuwendung für sehr naheliegend. Die Bundestagsverwaltung leitete ein Ermittlungsverfahren wegen des Verdachts der illegalen Parteispende ein, fand jedoch keine entsprechenden Anhaltspunkte.